# Joseph F. Kahn

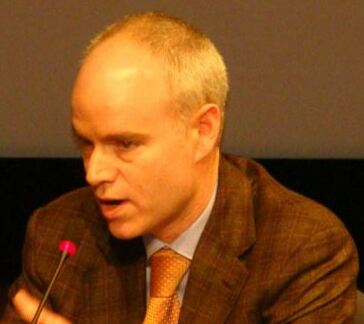
Joseph Kahn (2013)

Joseph F. „Joe“ Kahn (geboren 19. August 1964 in Boston) ist ein US-amerikanischer Journalist.

## Leben
Joseph Kahn ist ein Sohn des Kaufmanns und Mitgründers des Bürobedarfshändlers Staples Leo Kahn (1916–2011) und der Dorothy Davidson Kahn († 1975). Kahn studierte amerikanische Geschichte an der Harvard University mit einem Bachelor im Jahr 1987 und Ostasienwissenschaften mit einem Masterabschluss im Jahr 1990. Er war 1986 Präsident der Tageszeitung The Harvard Crimson.
Kahn begann als Reporter für die Zeitung The Dallas Morning News und erhielt 1994 als Teammitglied einen Pulitzer-Preis für eine weltweite Reportagenserie über Gewalt gegen Frauen. Er arbeitete danach vier Jahre als Chinakorrespondent für das Wall Street Journal. 1998 wurde er Chinakorrespondent der New York Times und erhielt 2006 mit Jim Yardley einen Pulitzer-Preis für Auslandsberichterstattung über aktuelle Aspekte des Rechtssystems in China.
Kahn wurde 2016 als Managing Editor zur Nummer zwei der New York Times befördert, hinter Dean Baquet, der 2022 aus Altersgründen seinen Abschied nahm. Kahn wurde im Juni 2022 von Herausgeber Arthur Gregg Sulzberger zum Chefredakteur der New York Times ernannt.
Kahn lebt mit seiner Frau Shannon Kahn, einer ehemaligen Weltbankangestellten, in der Fifth Avenue in New York City.